# Club Daom
El Club Daom es un club deportivo de Argentina con sede en Buenos Aires, en el cual se desempeñan distintas actividades deportivas, sociales y culturales. El mismo actualmente brinda una gran ayuda a la dura realidad social del Barrio de Flores, dada a su ubicación la cual linda con zonas emergentes del mismo barrio.

## El rugby en DAOM
En el año 2014, DAOM logró el ascenso al grupo II del torneo de la URBA, obteniendo 6 triunfos y 5 derrotas en el torneo de reubicacion GII.
Actualmente el plantel de Division Superior cuenta con aprox. 60 jugadores.
La división femenina de rugby “Las Panteras de DAOM” nació en diciembre del 2009. El grupo de jugadoras llegó a la institución después de haber participado del seven de Olivos, donde conocieron a jugadores del plantel superior de DAOM, quienes las invitaron a integrar los planteles de DAOM, ya que en ese momento el conjunto femenino se encontraba sin club para representar.
En 2011, la Unión de Rugby Argentina (UAR) decidió inquirir la rama femenina, dando marcha a un campeonato para cada región del país. El plantel femenino de DAOM participa al campeonato de la URBA (Unión de Rugby de Buenos Aires) todos los años desde ese entonces. Salieron campeonas de la zona "desarrollo" en el 2011.
El conjunto entrena los días martes y jueves en la sede del club DAOM de 20:30h a 22h.

## Instalaciones deportivas
Las instalaciones del club (Varela 1802, esquina Castañares, Capital Federal, Buenos Aires, Argentina), cuentan con canchas de Rugby, Béisbol, 8 canchas de tenis, canchas de vóley, cancha de césped sintético para hockey, gimnasio , 2 piletas, cancha de paddle y de pelota paleta y espacios verdes para recreación y parrillas.
En el anexo (Ana María Janner y Av. Lafuente, Capital Federal, Buenos Aires, Argentina) se cuenta con dos canchas de rugby reglamentarias y cuatro para rugby infantil, además del área recreativa y de terceros tiempos.